# Campionato italiano a squadre di calcio da tavolo 1985-1986
Voce principale: Campionato italiano di calcio da tavolo.
Al campionato italiano di calcio da tavolo a squadre 1985-1986 AICIMS parteciparono 21 squadre suddivise in 4 gironi che qualificavano le prime 3 per i Play-off.

## Risultati

### Girone A
GIORNATA 23/24 NOVEMBRE 1985
Genova - Sporting Carrara 4 – 0
Bottini Genova – La Mole Torino 3 – 1
GIORNATA 30 NOVEMBRE/1 DICEMBRE 1985
Sporting Carrara – Bottini Genova 0 – 4
Diavoli Milano – Genova 1 – 3
GIORNATA 7/8 DICEMBRE 1985
Genova – La Mole Torino 3 – 1
Sporting Carrara – Diavoli Milano 1 – 4
GIORNATA 11/12 GENNAIO 1986
Bottini Genova – Genova 3 – 2
La Mole Torino – Diavoli Milano 3 – 0
GIORNATA 18/19 GENNAIO 1986
La Mole Torino – Sporting Carrara 3 – 0
Diavoli Milano – Bottini Genova 3 – 2

### Girone B
GIORNATA 23/24 NOVEMBRE 1985
F.lli Pesaro Bologna – Jaegermeister Mestre 2 – 2
Dorico Ancona – Orange Trento 4 – 1
GIORNATA 30 NOVEMBRE 1 DICEMBRE 1985
Jaegermeister Mestre – Dorico Ancona 3 – 0
San Vito Trieste – F.lli Pesaro Bologna 2 – 2
GIORNATA 7/8 DICEMBRE 1985
F.lli Pesaro Bologna – Orange Trento 5 – 0
Jaegermeister Mestre – San Vito Trieste 3 – 1
GIORNATA 11/12 GENNAIO 1986
Dorico Ancona – F.lli Pesaro Bologna 1 – 3
Orange Trento – San Vito Trieste 3 – 2
GIORNATA 18/19 GENNAIO 1986
Orange Trento – Jaegermeister Mestre 3 – 0
San Vito Trieste – Dorico Ancona 2 – 1

### Girone C
GIORNATA 23/24 NOVEMBRE 1985
Sardinia Cagliari – Almas Roma 1 – 3
Mars Palermo – Il Giocattolo Palermo 3 – 1
GIORNATA 30 NOVEMBRE 1 DICEMBRE 1985
Almas Roma – Mars Palermo 0 – 4
Nuoro – Sardinia Cagliari 2 – 2
GIORNATA 7/8 DICEMBRE 1985
Sardinia Cagliari – Il Giocattolo Palermo 1 – 3
Alams Roma – Nuoro 5 – 0
GIORNATA 11/12 GENNAIO 1986
Mars Palermo – sardinia Cagliari 2 – 2
Il Giocattolo Palermo – Nuoro 1 – 3
GIORNATA 18/19 GENNAIO 1986
Il Giocattolo Palermo – Almas Roma 2 – 3
Nuoro – Mars Palermo 2 – 1

### Girone D
GIORNATA 23/24 NOVEMBRE 1985
Chicolandia Chieti – Perugia 1 – 3
Ambienti Bari – Sessana 4 – 1
Adriatico Pescara – Boule D'Or Bari 3 – 0
GIORNATA 30 NOVEMBRE 1 DICEMBRE 1985
Perugia – Sessana 5 – 0
Adriatico Pescara – Chicolandia Chieti 3 – 2
Boule D'Or Bari – Ambienti Bari 0 – 3
GIORNATA 7/8 DICEMBRE 1985
Chicolandia Chieti – Ambienti Bari 2 – 2
Perugia – Adriatico Pescara 4 – 0
Sessana – Boule D'Or Bari 1 – 3
GIORNATA 11/12 GENNAIO 1986
Sessana – Chicolandia Chieti 2 – 3
Ambienti Bari – Adriatico Pescara 1 - 3
Boule D'Or Bari – Perugia 0 – 3
GIORNATA 18/19 GENNAIO 1986
Ambienti Bari – Perugia 2 – 2
Chicolandia Chieti – Boule D'Or Bari 2 – 2
Adriatico Pescara – Sessana 5 - 0

### Ottavi di Finale
- Flli Pesaro Bologna - La Mole Torino 3 – 0
- Nuoro - Adriatico Pescara 2 - 1
- Genova - San Vito Trieste 2 - 3
- Mars Palermo- Bari n.d.

### Quarti di Finale
- Flli Pesaro Bologna - Bottini Genova 4 - 1
- Almas Roma - Nuoro 3 - 2
- Jaegermeister Mestre - San Vito Trieste 4 - 1
- ACS Perugia - forfait

### Semifinali
- Flli Pesaro Bologna - Almas Roma 3 - 1 / 3 - 0
- Acs Perugia - Jaegermeister  Mestre 2 - 2 / 2 - 3

### Finale
- Flli Pesaro Bologna - Jaegermeister Mestre 3 - 2 dopo spareggio
  - Casali Paolo - Bellotto Edoardo 2-4
  - Frignani Renzo  - Di Lernia Nicola 3-1
  - Bertolini -  Sanavio Alessandro 0-0
  - Casali Paolo - Bruno Beltrame 1-4
  - Frignani Renzo - Bellotto Edoardo 5-3

#### Spareggio
- Frignani Renzo - Bellotto Edoardo 3-0